# Вишневский, Сергей Владимирович
Серге́й Влади́мирович Вишне́вский (бел. Сярге́й Уладзі́міравіч Вішне́ўскі; 15 апреля 1893, Рогачёв, Могилёвская губерния, Российская империя — 28 июня 1967, Москва, СССР) — советский военачальник, генерал-майор. Участник Великой Отечественной войны.

## Биография
На военной службе с 1912 года. Кадровый офицер царской армии, окончил кадетский корпус в городе Сумы (1912) и Елисаветградское кавалерийское училище (1914). В годы Первой мировой войны служил в кавалерийских частях на Юго-Западном фронте, в чине штабс-ротмистра командовал эскадроном.
В РККА с 1918 года. В годы Гражданской войны командовал полком, затем бригадой, также некоторое время служил в штабе бригады. Воевал против махновцев, затем сражался с басмачами на Туркестанском фронте.
По окончании Гражданской войны командовал кавалерийским полком, затем был заместителем начальника кавалерийской школы. В марте 1925 года был назначен помощником командира кавалерийской бригады, затем — командир бригады. С октября 1926 года — помощник начальника отдела штаба ЛВО, с октября 1927 — командир 7-й Самарской кавалерийской дивизии.
Затем на учёбе: окончил курсы усовершенствования высшего комсостава при Военной академии имени М. В. Фрунзе (после чего некоторое время служил начальником штаба кавалерийской бригады), а затем в 1933 году и саму Военную академию имени М. В. Фрунзе, где и остался в качестве преподавателя тактики. 4 декабря 1935 года присвоено звание полковника. По некоторым данным, во время репрессий в РККА в 1938 году подвергся некоторым мерам (вероятнее всего, был уволен), но уже в том же году продолжил службу. 2 апреля 1940 года ему присвоено звание комбрига, а 4 июня того же года переаттестован в генерал-майоры. С октября 1940 года — помощник генерал-инспектора кавалерии РККА.

## Великая Отечественная война
21 сентября 1941 года был назначен командующим 32-й армией Резервного фронта. С 3 октября армия вела оборонительные бои под Вязьмой. 7 октября армия попала в окружение. Остатки войск армии 12 октября вышли из окружения, а генерал-майор Вишневский был направлен на должность командующего находящейся в окружении 19-й армии, однако в должность не вступил — не смог добраться до её управления и 22 октября был больным (с обмороженными ногами) взят в плен.
Содержался в военной тюрьме в Летцене, в Хаммельбургском офицерском лагере, в Нюрнбергской тюрьме, в концлагерях Флоссенбюрг и Дахау. После освобождения в 1945 году — в Советской военной миссии в Париже. По возвращении в СССР проходил спецпроверку НКВД. В декабре был восстановлен в РККА (дело было прекращено в 1946 году) и направлен на Высшие академические курсы при Высшей военной академии имени К. Е. Ворошилова, по окончании которых служил преподавателем в Военной академии имени М. В. Фрунзе. С 1949 года — в запасе.

Могила Вишневского на Новодевичьем кладбище Москвы.

Похоронен на Новодевичьем кладбище Москвы.

## Награды и звания
- Орден Ленина (5.11.1946)[5]
- 2 ордена Красного Знамени (6.05.1946, 20.06.1949)
- Орден Красной Звезды
- Орден Красной Звезды (Бухарская народная советская республика, 1921)
- Медали СССР